# Мати
 Тази статия е за градчето в Италия.  За реката в Албания вижте Мат (река).  
Ма̀ти (на италианскии на пиемонтски: Mathi) е малък град и община в Метрополен град Торино, регион Пиемонт, Северна Италия. Разположен е на 410 m надморска височина. Към 1 януари 2023 г. населението на общината е 3775 души, от които 256 са чужди граждани.

## География, административно деление и население
Мати е разположен в района Канавезе, на хълмисто място по протежение на пътя Чирие-Ланцо. Жителите му живеят предимно в общинската столица; останалата част е разпределена в местността Казе Вивенца, в по-малките центрове Бернардаса, Казе Рокиети, Маргарита и Молето, както и в множество разпръснати къщи. Територията, богата на извори, има неправилен геометричен профил, със силно изразени височинни колебания.
Предлага възможност за приятни екскурзии в околността: интерес представлява защитената зона Стура ди Ланцо.
Граничи със следните 5 общиниː Гросо, Виланова Канавезе, Кафасе, Баланджеро и Корио. Отстои на 22 km от Торино и на 130 km от Милано.
Към 1 януари 2023 г. населението на общината е 3775 души, от които 256 чужди граждани, сред които преобладават тези на Румъния (133 души). В Мати не живеят български граждани.

## Топоним
Има противоречиви мнения относно етимологията на името Mathi.
По времето на Фредегар (VII век) под основното място на долините, наречени Аматегис (Amathegis), днес на име Мати, се разбира „извън планините“, които ограждат тази долина, но обратно на нейния вход и едва на две мили от Ланцо, който вече е на планините. Каноникът Феличе Асалто подчертава позицията на селото по отношение на долините: „то се намира на изток, т.е. на сутринта“ (на итал. "esso è posto verso est, cioè a mattino") – термин, който по-късно е опростен до „Мати“ (Matti). Но той не отрича, че може да произхожда от гръцкото Mathetés, което означава „ученик“ – термин, който произлиза от глагола matheteuo, „да бъда ученик“ или напротив „да бъда научен“, вероятно поради към бенедиктинското образование. С премахването на началната А от византийския период и модифицирането на варварската наставка (-ingo и -engo), има Matingo, Mateis от XI и XII век, латинизирани на Maty и Mati и окончателно стабилизирани в сегашното Mathi, в което -h напомня за гръцкия произход на името, което е имало тета (q), която обикновено е була транскрибирана в латинската азбука с -th. В обобщение се посочва, че поради географското положение Мати е дал името си на обширен регион, който, започвайки от равнината и свързвайки в идеална линия Вауда, Гросо, Виланова, Монастероло, обхваща алпийската територия отгоре.
Започвайки от свидетелство от 1159 г., топонимът може да бъде проследен до прилагателното "Matticus", от римското лично име Mattius. Принадлежи към определен клас топоними, за които окончанието „i“ на родителния падеж на единствено число е заменено с това на „е“ на аблатива, върху който след това е конструиран родителният падеж на множествено число, използван, за да се посочи, че собствеността на активите е обща за цялото семейство. Последващите удостоверения всъщност винаги са в множествено число: „Mathiarum” от 1342 г. и „Matiis” от 1356 г. Значението им следователно е „земя, принадлежаща на семейство Матии“.
През 1939 г. името на общината е италианизирано на Mati. Възстановява първоначалното си име през 1959 г.

## История
Когато първата група бенедиктински монаси се установяват в Мати, той е просто малко фермерско селце. Монасите живеят там, където днес се намират църквата Свети абат Мавър и ораторият на Свети Рафаел. Те строят кула, която и днес може да се види зад църквата и заедно с църквата се смята за символ на Мати.
По времето на големите териториални завоевания на римската армия, в знак на благодарност за службата на бившите военни лидери, квалифицирани политици и публични администратори се дава собственост върху 1/3 от фермите, отчуждени по време на битката. Така Мати, който до XIII век, по време на лангобардската окупация на Фредегарий, се простира до върха на Грайските Алпи (Валем, наречен Аматегис), е отстъпен през 584 г. в името на мира и е даден на римлянин на име Матиус или Матикус, със значението на земя, принадлежаща на сем. Матии. През 549 г. лангобардите дават феода на краля на бургундите.
През Средновековието е построен замък, от който днес е запазена само кулата (Torrione), тогава използвана като дом на новия собственик. На 4 май 991 г. в община Визоне в провинция Алесандрия Матинго (както се нарича Мати по времето на лангобардите) е дарено и става част от владенията на бенедиктинците от абатството Пулхерада.
През 1001 г. Ото III, чрез императорско разрешение, предоставя господството на Оделрик Манфред II, а впоследствие през 1024 г. властта преминава в ръцете на манастира Сан Джусто в Суза.
През 1159 г. император Фридрих I Барбароса го отстъпва на епископа на Торино Карл. От средата на XII век на това място царуват виконтите на Барантория и след това тези на Биандрате, които го закупуват през 1225 г.
През XIV век територията му е арена на войната между Филип I Савойски-Ахая и Теодор I Монфератски – война, която включва и Савойския дом. Неговите жители към края на XIV век участват в бунтовете на Тукини-те, за да се освободят от феодалната власт.
През Средновековието населението е обект на локални войни поради преминаването на армии през територията, които не се колебаят да грабят. Така по заповед на Жак Савойски-Ахая през 1342 г. е построен укрепен заслон (ричето) – отбранителна структура на общността, в който да се приютяват хора, животни и други неща в опасност от война. Той се състои от пръстен от стени с ровове и две врати, а вътре се пресича от главен път, който се пресича на свой ред от три други странични улици. Стените заобикалят пространство от приблизително 14 000 m², а вътре живеят 375 жители. Всичките къщи са унищожени при пожар през 1391 г. и впоследствие са възстановени по същия начин. Близо до енорийската църква, по канала или по пътя от ул. „Ривера“ до ул. „Гросо“, има бледи следи от този древен заслон.
През 1639 г. Мати участва в гражданската война между Мадамистите – привържениците на регентката Мария Кристина Бурбон-Френска и Принципалистите – привържениците на принц Маврикий Савойски.
По време на Войната за испанското наследство Мати е разрушен от френската армия, водена от Луи д'Обюсон дьо ла Фояд. През 1755 г. е разрушен от ужасно наводнение. Част е от Картата на Древен Пиемонт, начертана от абат Лирели (географ от Кралската академия на науките в Торино), където са посочени долините Мати (Валем, известен като Аматегис). През 1785 г., с отслабването на бенедиктинското присъствие, градът става част от Кастелания Баланджеро.
След загубата на феодалното владение на виконтите на Баланджеро (Баратония) и техните васали, градът се връща в ръцете на Савойците, които го дават като феодално владение на много пиемонтски семейства. Мати отново е въвлечен в историческите събития на Савойската държава, по-специално на 8 – 9 юли 1705 г. по време на разграбването на града от френските войски, които се спускат от Вал ди Суза, за да окупират Торино и целия Пиемонт.

## Икономика
Още от XVIII век Мати е главният герой на индустриално развитие от голямо значение със серията от работилници, предачни мелници, мелници за хартия и текстилни фабрики; сред които се откроява името на Лойман (Leuman), която вече се гордее с работна сила от 250 работници. Производството на хартия, датиращо от 1836 г. от Микеле Антонио Варето, характеризира най-важната област за развитие на дейността на района на Мати. След смъртта му вдовицата му продава фабриката на Дон Джовани Боско за 100 000 лири, който успява да я пусне отново със стил на пазара. През 1919 г. целият завод преминава към Джакомо Босо – предприемач, който успява да превърне фабриката за хартия във важен производствен център в сектора. През 1964 г. навлиза мултинационалната Алстрьом (Ahlstrôm), която понастоящем е единственият собственик. И днес хартиената фабрика е най-важният източник на индустриална заетост в Мати.
Селското стопанство произвежда зърнени култури, пшеница, зеленчуци, фуражи и плодове; има и отглеждане на говеда, свине, кози, коне и птици. Индустрията се състои от компании, които работят в следните сектори: текстил, облекло, кожени изделия, дърво, хартия, обработка на каучукови и пластмасови изделия, металургична и механична промишленост и производство на мотоциклети и велосипеди и строителство. Третичният сектор се състои от добра търговска мрежа, както и набор от услуги, които включват банкиране, застраховане и недвижими имоти.

## Забележителности

### Религиозна архитектура

#### Енорийска църква „Свети абат Мавър“
Върху руините на малка църква, посветена на Свети Мавър, построена в края на XII век, е построена сегашната енорийска църква (Chiesa Parrocchiale di San Mauro Abate), посветена на ученика на Свети Бенедикт и датираща от XVI век.
Сградата, която първоначално се е състояла от три нефа с презвитерий, увенчан с купол и задна апсида, е разширена между 1768 и 1769 г. и е украсена с две мраморни произведения – главния олтар и балюстрадата, проектирани от инж. Морари.
Сегашната вътрешна структура е проектирана от инж. Пиетро Карера през 1881 г., който също възстановява основната фасада, разрушена през 1903 г. и заменена с друга, проектирана от арх. Джузепе Гало.
Сегашната фасада е дело на жителя на Мати Антонио Копери. Вътре могат да се видят декорациите – дело на местния художник Серджо Таперо Мерло, сцените от живота на Исус в Параклиса на Светото сърце и на Мадоната в Параклиса на Утешителката, купола Мария Реджина; също и станциите на Кръстния път и други картини.

#### Църква на Братството на св. св. Рох и Себастиян
Църквата (Chiesa della Confraternita dei Santi Rocco e Sebastiano) е построена през XVI век след чума. Покривът е наскоро ремонтиран и фасадата е пребоядисана. Въпреки това нищо днес не е останало от оригиналната структура на църквата.

#### Параклис на Свети Грат
Параклисът (Cappella di San Grato) в махала Гранджа е обявен за забранен от монсеньор Луиджи Спандре по повод неговото пасторско посещение в енорията на Мати през 1904 г. По желание на жителите както на Гранджа, така и на Вауда, и подкрепени от тогавашния енорийски свещеник A.Ф. Асалто, се започват възстановителни работи, които завършват през 1973 г.

#### Параклис на света Лукия
На 11 декември 1650 г. архиепископът на Торино изготвя указ, който прави официално възобновяването на богослужението в параклиса на Света Лукия (Cappella di Santa Lucia). Това става
след съобщение от тогавашния ректор Риво, който го информира за възстановяването на сградата след период на изоставяне, поради която тя е била забранена. Наскоро параклисът е напълно реставриран.

### Градска архитектура

#### Голяма кула
През Средновековието е построен замък, от който днес е останала само кулата (Torrione), която е била използвана като дом на новия собственик. На 4 май 991 г. в община Визоне в провинция Алесандрия Матинго (както се е наричал Мати по времето на лангобардите) е дарено и става част от владенията на бенедиктинците от абатство Пулхерада.

## Култура
- Градска библиотека (Biblioteca Civica)
- Туристическа асоциация „Про Локо Мати“ (Pro Loco Mathi)
- Група „Винаги млад“ (Gruppo Sempre giovane)
- Скаутска група на Мати (Mathi 1° - Gruppo Scout A.G.E.S.C.I.)
- Културна асоциация „Абатство Свети Грат“ (Abbadia San Grato)б
- Културна асоциация „Абатство Света Лукия“ (Abbadia Santa Lucia)
- Културна асоциацищ „Ораторий Свети Рафаел“ (Associazione Culturale "Oratorio San Raffaele")
- Филхармонично дружество „Принцеса Йоланда“ (Società Filarmonica "Principessa Jolanda")
- Театрална компания на кулата ("La Compagnia della Torre" - Gruppo Oratorio Parrocchiale)
- Хор „Свети Мавър“ (Corale San Mauro)

## Образование
- Една държавна детска градина
- Едно държавно начално училище (от 1-ви до 5-и клас вкл.)
- Едно държавно средно училище от първа степен (от 6-и до 8-и клас вкл.)
- Училищата от втора степен (от 9-и до 11-и или 12 клас вкл.) се намират в Чирие и Ланцо Торинезе

## Спорт

### Спортни съоръжения
- Футболно игрище
- Игрище за петанк
- Фитнес център

### Спортни асоциации
- Спортна асоциация по туърлинг (A.S.D. Twirling Mathi)
- Спортна асоциация „Еуромати“ (Ass. Sportiva "EuroMathi")
- Баскет „Биаджо Берия“ (Biagio Beria Basket)
- Асоциация на Мати по петанк (Bocciofila Mathiese)
- Тенис клуб „Биаджо Берия“ (Tennis Club Biagio Beria)
- A.D.C. МатиЛанцезе – футболният отбор на Мати, роден в края на футболния сезон 2008/2009 от сливането на U.S. Lanzese и A.S.D.C. Мати. Новият клуб играе в шампионата от първа категория на Пиемонт.

## Събития
- Патронен празник на Свети Мавър – 15 януари. Има религиозна процесия, на която статуята на светеца-покровител се носи по улиците на града, придружена от песни и молитви. Част от местната традиция е каруцата, на която е поставена статуята, да се тегли от току-що навършили 18 г. младежи.
- Празник на кестена
- Карнавал на Мати (февруари или март), един от най-големите в района